# Becky Albertalli
Rebecca Albertalli (Atlanta, 17 de noviembre de 1982) es una psicóloga y escritora estadounidense de literatura juvenil. Es conocida por su novela debut Yo, Simon, Homo Sapiens (2015), que fue adaptada a la película de 2018 Love, Simon e inspiró la serie de televisión derivada Love, Victor. Adicionalmente, Albertalli publicó otras siete novelas de ficción para jóvenes, además de la novela corta Love, Creekwood (2020).

## Biografía
Albertalli nació y creció en el área metropolitana de Atlanta, con su hermana Caroline y su hermano Sam, donde aún vive junto con su esposo, Brian, y sus dos hijos, Owen y Henry. Albertalli creció en un hogar judío reformista. Asistió a la Universidad Wesleyana y se especializó en psicología, antes de mudarse a Washington D. C., y obtener su título de Doctora en Psicología de la Universidad George Washington. En su práctica psicológica, se especializó en trabajar con adolescentes LGBTQ y niños no conformes con su género. Trabajó como psicóloga hasta 2012, cuando nació su primer hijo, y posteriormente decidió intentar escribir una novela. Albertalli citó a la autora australiana Jaclyn Moriarty como su principal inspiración para convertirse en novelista.

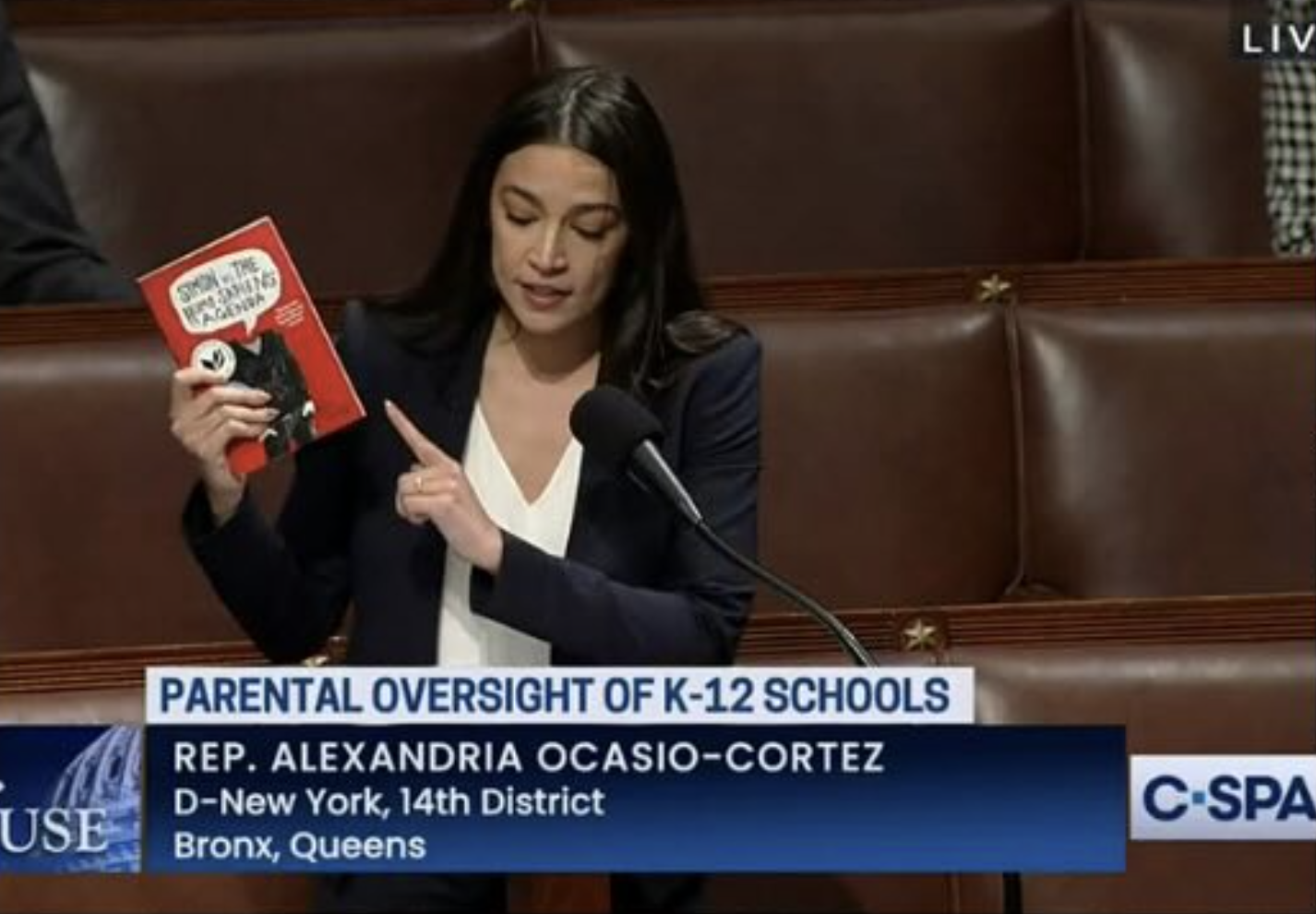
La congresista estadounidense Alexandria Ocasio-Cortez con la novela Yo, Simon, Homo Sapiens, en la Cámara de Representantes de los Estados Unidos.

El 7 de abril de 2015, Albertalli publicó su primera novela, Yo, Simon, Homo Sapiens (Simon vs. the Homo Sapiens Agenda en el original en inglés). Una secuela de la obra, titulada Leah on the Offbeat , se lanzó en 2018 y ganó el premio Goodreads Choice a la mejor ficción para jóvenes. En 2020, Albertalli lanzó la última entrega de la serie, Love, Creekwood, descrita como un "epílogo" a la histroria, y cuyas ganancias fueron donadas por Albertalli a la organización de ayuda para jóvenes LGBT The Trevor Project.
Entre sus trabajos adicionales se incluyen The Upside of Unrequited  y la duología What If It's Us, coescrita con Adam Silvera. Los derechos cinematográficos de What If It's Us se vendieron a Anonymous Content en 2018, mientras que los de The Upside of Unrequited fueron adquiridos por Shakespeare Sisters, una productora del Reino Unido, en 2021. Ese año, Albertalli publicó su siguiente novela, Kate in Waiting.
En 2023, Albertalli publicó Imogen, Obviously, que se convirtió en otro éxito de ventas de The New York Times y recibió elogios de publicaciones como Kirkus Reviews,  Publishers Weekly,  Booklist, entre otros. En 2024, Imogen, Obviously, fue nombrado Libro de Honor de Stonewall.

## Vida personal
En agosto de 2020, Albertalli anunció de forma pública su bisexualidad en un ensayo que escribió como respuesta a figuras públicas que la habían criticado por escribir sobre personajes homosexuales siendo ella presuntamente heterosexual. En el ensayo, Albertalli afirmó que su salida del armario no era un "intento de neutralizar las críticas a [sus] libros" y pidió a sus críticos que reconocieran que "su falta de cuidado en estas discusiones había causado un daño real".

## Obras

### Universo narrativo de Simon
- Yo, Simon, Homo Sapiens (2015)
- The Upside of Unrequited (2017)
- Leah on the Offbeat (2018)
- Love, Creekwood (2020)

### Otras obras
- What If It's Us, coescrita con Adam Silvera (2018)
- Yes No Maybe So, coescrito con Aisha Saeed (2019)
- Here's To Us, coescrita con Adam Silvera (2021)
- Kate in Waiting (2021)
- Imogen, Obviously (2023)
- Amelia, If Only (2025)